# Ropalidia plebeiana
Ropalidia plebeiana (лат.) — вид ос-полистин рода Ropalidia (Polistinae). Она уникальна, поскольку является единственной осой умеренного пояса в типично тропическом роде Ropalidia. R. plebeiana широко распространена в восточной Австралии, а недавно была обнаружена в юго-восточной части Нового Южного Уэльса, где она устраивала огромные гнездовые скопления, состоящие из тысяч гнезд на стволах деревьев.

## Распространение
Встречаются в основном в восточной и юго-восточной Австралии.
R. plebeiana широко распространена в Австралии. В основном она встречается в Новом Южном Уэльсе и Столичной территории, но также встречается и в южном Квинсленде. Брисбен обычно считается северной границей распространения вида. Однако R. plebeiana можно встретить и к северу от Брисбена, в глубине тропических нагорий, например, на Атертонском нагорье.
R. plebeiana строит свои гнезда в скоплениях, которые часто образуются под мостами и под нависающими скалами. Эти скопления состоят из отдельных гнезд, построенных рядом друг с другом. Они часто строятся над проточной водой. R. plebeiana, гнездящиеся в Канберре, не являются скоплениями.

## Таксономия и филогения
Ropalidia plebeiana были впервые описаны швейцарским энтомологом Анри Луи Фредериком де Соссюром в 1863 году под названием Icaria plepeja de Saussure, 1863, но из-за таксономических проблем в 1978 году британский гименоптеролог Оуайн Ричардс заменил его имя на Ropalidia plebeiana. Хотя у R. plebeiana нет своего точного места в таксономии рода Ropalidia, было обнаружено, что он тесно связан с R. proletaria и был включён в состав видовой группы Ropalidia variegata group. Они входят в трибу Ropalidiini из полистин, которая включает бумажных ос австралазийского региона, в частности Малых Зондских островов и некоторых районов Австралии. Род Ropalidia обычно состоит из ос, обитающих в тропиках, но R. plebeiana — исключение. Они также входят в род Ropalidia, который является единственным родом, содержащим как роевые, так и независимые виды ос.

## Описание
Мелкие, тёмные, красновато-коричневые осы с беловатым лицом.
На плечах, талии и брюшке имеются небольшие тонкие белые кольца.
Гнёзда R. plebeiana выглядят как горизонтальная одиночная сота неправильной формы, серовато-коричневого цвета. В гнёздах было обнаружено 1—3 самца и от 13 до 28 самок. В гнёздах R. plebeiana было обнаружено около 40 ячеек с прозрачными окошками, в которых в любой момент находилось около 20 личинок и яиц. В центральных ячейках гнезда находятся коконы и личинки, и эти ячейки обычно длиннее, чем периферийные, в которых находятся яйца. Гнёзда собираются в центральных районах в атмосфере «города». Наблюдается сотрудничество между различными гнездовыми гребнями, и каждый отдельный гнездовой гребень занят одной колонией.

## Цикл развития колонии
Колонии R. plebeiana состоят из одной доминирующей самки, или же их создают одна или несколько основательниц, которые затем конкурируют за право откладывать яйца. Колонии R. plebeiana возникают ранней австралийской весной. Первый выводок рабочих появляется в середине декабря. Репродуктивные самки и самцы появляются в начале марта, и самки могут стать основательницами гнёзд. Их называют гинами. Гины не остаются в гнезде после того, как становятся взрослыми, но могут проводить зиму в материнских гнёздах. Большинство ос покидает гнездо к поздней осени, и на этом репродуктивная стадия гнезда заканчивается. Большинство самок покидают гнездо к 1 мая. Находящиеся в гнёздах самки-основательницы не остаются в гнезде на ночь, а перед наступлением сумерек покидают гнездо на ночь. Самки возвращаются в гнездо, когда солнце нагревает гнездо, и начинают свою деятельность. Такой порядок ухода и возвращения зависит от температуры в гнезде.

## Особенности гнездования

### Занятие старых гнёзд
Гнёзда сохраняют свою структурную целостность в течение зимних месяцев, поскольку они скрыты от посторонних глаз, и доминирующие самки иногда занимают ранее занятые гнёзда. Они могут вернуться в гнёзда своих матерей, чтобы основать там собственную колонию, или с несколькими (до 10) другими самками. В этом случае основательницы делят соты на свои гнездовые участки. Затем они борются за право быть единственной основательницей и откладывать яйца. Другие самки могут оставаться в качестве подчинённых рабочих. Самки первого выводка крупнее, чем те, которые не откладывали яйца в гнездо. Занятие старого гнезда имеет свои преимущества, поскольку самкам не нужно фуражировать, чтобы добывать материал для гнезда, и они могут проводить ночи и холодные дни в местах между гнёздами в скоплениях. Конкуренция за старые гнёзда очень жёсткая, и ранние самки имеют преимущество. Самки могут проиграть соревнование за право быть откладчицей яиц в гнезде, но могут остаться в гнезде, чтобы получить преимущества через родственные связи или создавая свои собственные гнёзда поблизости, пополняя гнездовое скопление.

### Гнёзда с несколькими основательницами
Основательницы имеют развитые яичники с яйцеклетками, а те, у кого овариолы развиты незначительно, являются не откладывающими яйца основательницами. Основательницы имеют «свежие» сохранившиеся крылья и мандибулы, в то время как у других самок (не откладывающих яйца основательниц) крылья и мандибулы изношены и короче. Длина самой крупной части тела осы — мезосомы — в полигинных колониях больше, чем в других колониях. Одиночные основательницы были меньше, чем самки в полигинных колониях. После установления иерархии доминирования среди основательниц происходит монополизация яйцекладки одной самкой. В колониях, насчитывающих более 20 основательниц, может быть более одной яйцекладущей самки. Колонии с одной основательницей чаще встречаются в недавно построенных гнёздах.